# ブースター効果
ブースター効果（ブースターこうか、英: booster effect）とは、体内で1度作られた免疫機能が、再度抗原に接触することによってさらに免疫機能が高まることを意味する生物学用語である。日本語名は追加免疫効果。

## 概説
2000年代に日本で麻疹が流行したのは、麻疹に罹患している人に接触する機会が失われ、このブースター効果が得られず追加免疫をもてなくなったことに由来する。ブースター効果は予防接種にも応用されており、子供のインフルエンザワクチンや、MRワクチン（麻疹・風疹混合）やMMRワクチン（麻疹・流行性耳下腺炎・風疹混合）は2回行うが、これはブースター効果によって追加免疫を獲得することを狙って行われている。
アメリカ疾病予防管理センターは、コロナワクチンを接種した人々に2回目のワクチン投与から少なくとも5か月後の3回目のブースターショットを推奨している。その上で、米国疾病対策予防センターとハーバード大学医学部は、50歳以上と12歳以上の特定の免疫不全患者には、最初のブースター接種から少なくとも4カ月後に2回目のブースター接種を行うことを推奨している。